# Tramwaje w Sundsvall
Tramwaje w Sundsvall − zlikwidowany system komunikacji tramwajowej w szwedzkim mieście Sundsvall, działający w latach 1910–1952. 

## Historia
21 grudnia 1910 otwarto pierwszą trasę tramwajową: z Sundsvall (Esplanaden) do Kubikenborg. Linię tę oznaczono kolorem czerwonym. 12 stycznia 1911 otwarto trasę od końcówki Esplanaden do Heffners, na tej trasie uruchomiono linię zieloną. Sześć dni później 18 stycznia linię zieloną przedłużono od Heffners do nowej końcówki Ortviken. W 1914 połączono obie linie i powstała w ten sposób jedna linia: Kubikenborg − Sundsvall – Ortviken. 26 kwietnia 1925 wybudowano przedłużenie linii do Skönvik od tej pory jedyna linia tramwajowa przebiegała na trasie: SUNDSVALL (Esplanaden) – Heffners – Bydalen – Tunadals sågverk – Gångvi-ken – SKÖNVIK. W 1932 na trasie Heffners – Skönvik zostało zmienione napięcie w sieci z dotychczasowych 600 V do 1600V. W 1938 przedłużono linię z Skönvik do nabrzeża promowego w Alderholmen. 23 listopada 1949 zlikwidowano linię miejską (Kubikenborg – Esplanaden), a na pozostałym odcinku od Esplanaden do Heffners zostało zmienione napięcie w sieci trakcyjnej z 600 V do 1600 V. 9 listopada 1952 została zlikwidowana linia do Skönvik. 

## Tabor
Część wagonów po likwidacji linii do Skönvik przekazano do Kiruny. Przekazane wagony były eksploatowane na linii do Skönvik. Było to 6 wagonów:
- nr 50 – 54, wyprodukowane przez Hägglund w 1932
- nr 55, wyprodukowany w Sundsvall w 1945

Na linii do Skönvik eksploatowano także 6 innych wagonów silnikowych:
- nr 30 – 35, wyprodukowane przez ASEA w 1925

W Sundsvall eksploatowano dodatkowo 2 inne wagony silnikowe:
- nr 35803, wyprodukowany przez ASEA w 1910
- nr 10, wyprodukowany przez Van der Zypen HAWA w 1921

Dodatkowo eksploatowano do 1926 cztery wagony doczepne:
- nr 51 – 54, wyprodukowane przez ASEA w 1911